# 桃園市振聲高級中等學校
桃園市振聲高級中等學校（英語：St.Francis Xavier High School，縮寫：FXSH），簡稱振聲高中、振聲中學，是位於桃園市桃園區的天主教私立完全中學。

## 學校簡介

### 地理位置
振聲高中位於省道復興路439號，接近桃園市政府特區處。

### 校名
校名以紀念獻縣教區首位主教趙振聲（該位主教於文化大革命時期被捕、死於獄中）命名。英文校名則以「傳教士的主保」聖方濟·沙勿略（St. Francis of Xavier）取名，其亦為趙振聲主教的主保聖人。

### 特色
校風嚴謹，尤其特別重視服儀。鞋襪要統一穿白色過腳踝，穿制服需穿皮鞋。每年聖誕節有點燈傳統及聖歌比賽。

## 校園歷史

### 演變與發展
- 1965年：振聲初級中學設立；初中部設立。
- 1968年：高中部及附設中級補習學校設立。
- 1969年：易名振聲高級中學；附設夜間進修補習學校設立。
- 1974年：電子設備修護科、會計統計科設立。
- 1977年：美術工藝科設立，為桃園地區第一個高中（職）美術工藝科[1]。
- 1983年：附設中級補習學校停止招生；成立電腦中心。
- 1989年：刊物《心聲》創刊。
- 1988年：會計統計科與美術工藝科分別更名為會計事務科與廣告設計科。
- 1989年：刊物《主弦》創刊。
- 1990年：資料處理科設立。
- 1997年：電子設備修護科更名為資訊科。
- 1998年：成立電子佈告欄系統（已停止服務）。
- 1999年：附設夜間進修補習學校更名為附設進修學校；刊物《書鄉》創刊；振聲中學網站成立。
- 2000年：校友會成立。
- 2001年：學生就業實習處裁併。
- 2006年：會計事務科停止招生；學生餐廳改建。
- 2008年：國際貿易科設立。
- 2010年：多媒體設計科、商業經營科設立。
- 2011年：應用外語科英文組設立[2]。
- 2012年：設立觀光事業科。
- 2014年：資料處理科調整為電子商務科。

### 歷任校長
| 任期 | 姓名       | 就任年分 | 卸任年分 |
| ---- | ---------- | -------- | -------- |
| 1    | 劉獻堂神父 | 1965年   | 1981年   |
| 2    | 劉國強神父 | 1981年   | 1984年   |
| 3    | 孫明軒先生 | 1984年   | 2000年   |
| 代理 | 劉慶雄先生 | 2000年   | 2001年   |
| 4    | 董培能先生 | 2001年   | 2007年   |
| 5    | 鍾進松先生 | 2007年   | 2010年   |
| 6    | 張湘君女士 | 2010年   | 2014年   |
| 7、8 | 劉安國先生 | 2014年   | 2022年   |
| 9    | 彭湘玲女士 | 2022年   | 2023年   |
| 代理 | 陳威廷先生 | 2023年   | 2024年   |
| 10   | 宋慶瑋先生 | 2024年   | 現任     |

## 教學單位
- 國中部
- 高中部
  - 普通科
- 高職部
  - 電子商務科
  - 廣告設計科
  - 資訊科
  - 多媒體設計科
  - 國際貿易科
  - 商業經營科
  - 應用英語科
  - 觀光事業科
- 進修學校
  - 應用英語科
  - 資訊科
  - 觀光事業科

## 校園建物

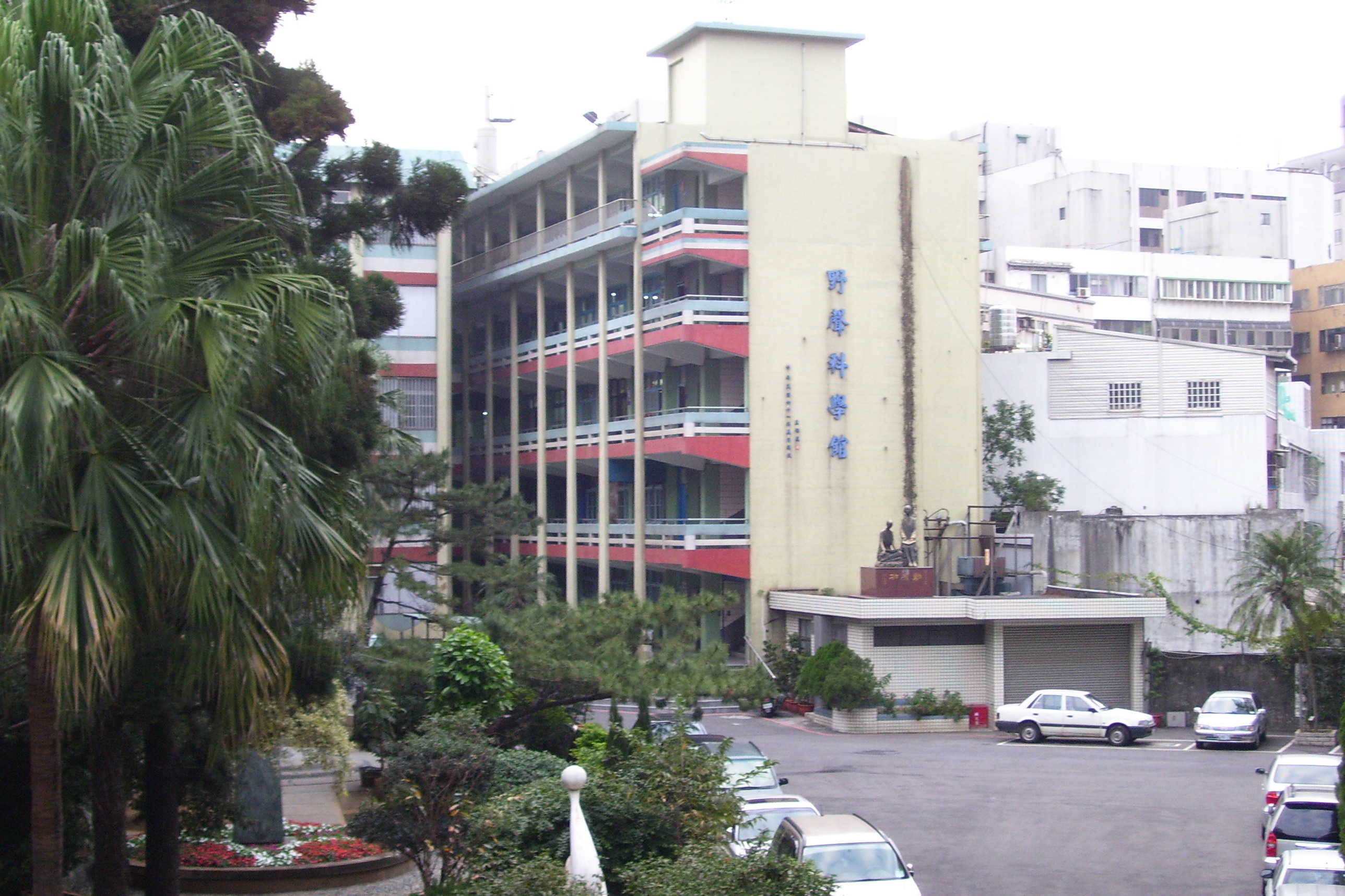
野聲科學館

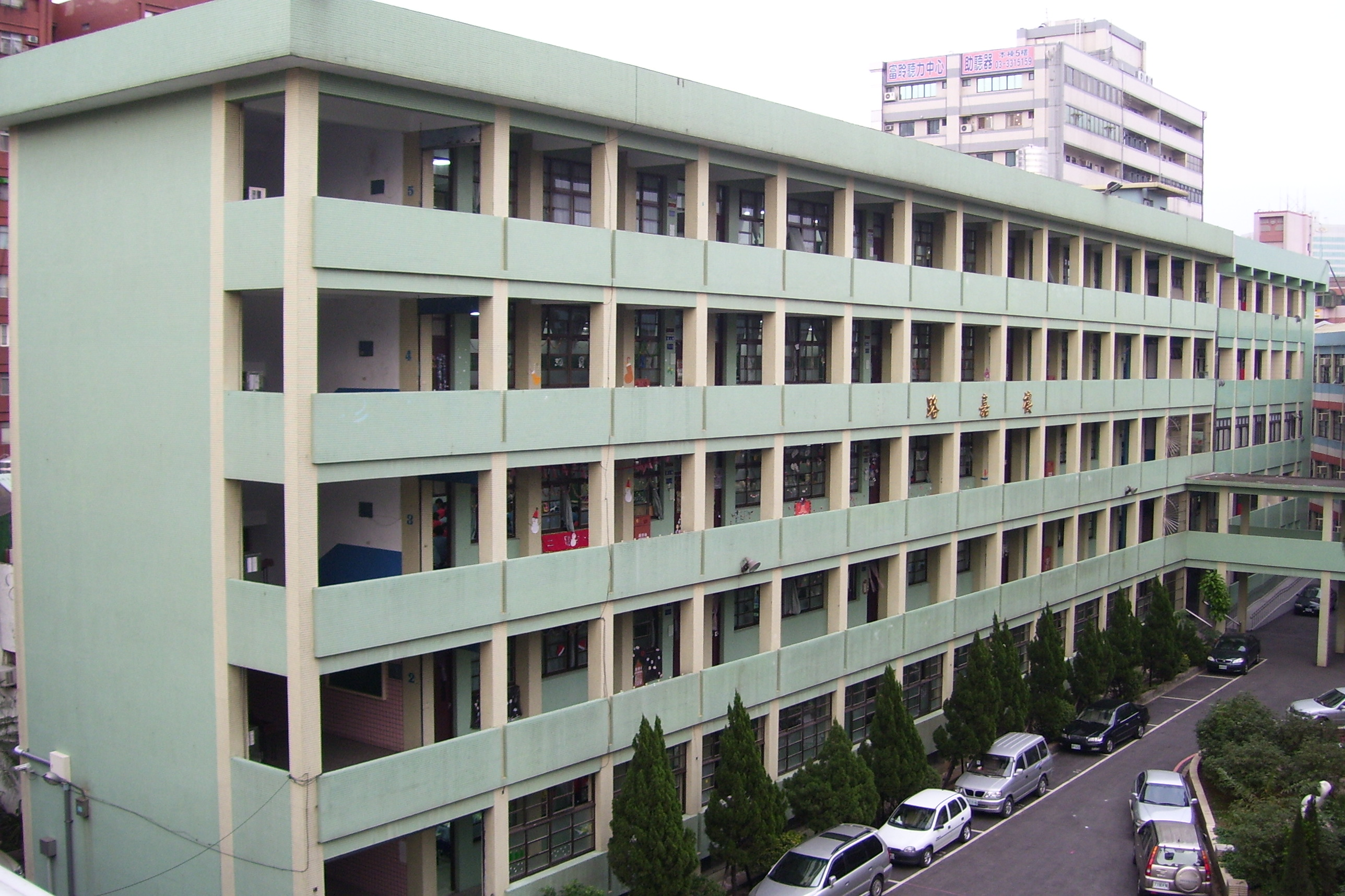
路嘉樓

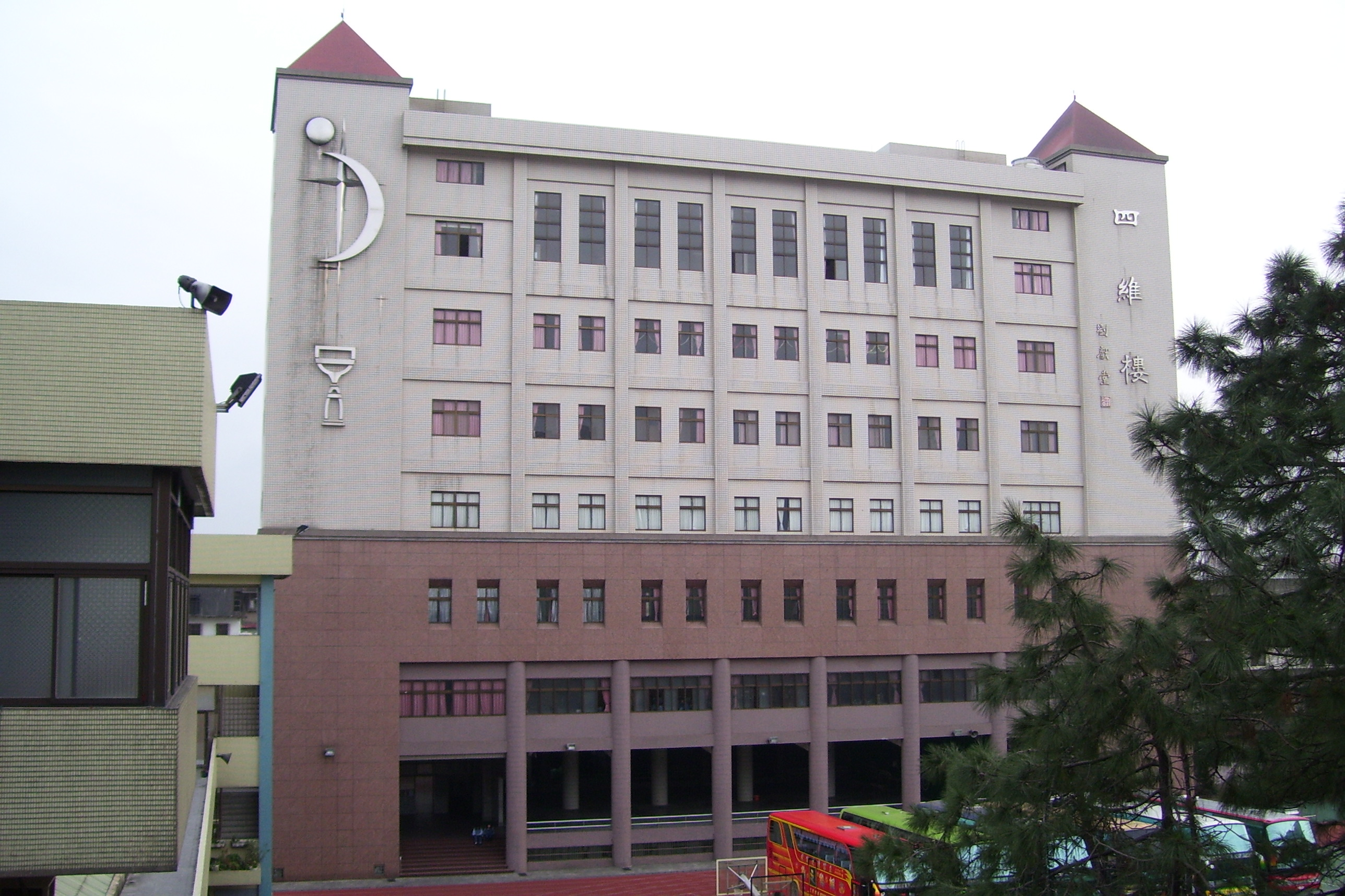
四維樓

- 行政大樓(四樓)

1970年落成啟用。校務行政單位使用。
- 教學大樓(四樓)

1965年落成啟用。現為高中部、高職部、進修學校教學使用。
- 樂壽館(五樓)

1979年落成啟用。現為高職部及多功能教學使用。
- 野聲科學館(五樓)

1972年落成啟用，別名科學館。現為高職部及多功能教學使用，地下室為餐飲部門。
- 路嘉樓(五樓)

1982年落成啟用。原名路嘉商教館，現為國中部教學使用，2013年增建B1路嘉學習中心。
- 四維樓(七樓)

1994年落成啟用。四維樓之命名是為紀念聖方濟·沙勿略（或譯聖方濟·四維）,現有音樂教室、雲端教室、圖書館、電腦教室、生命教育室、羽球場地、振聲大講堂使用。
- 文良樓(四樓)

1977年落成啟用，另名活動中心。現為普通科辦公室、專任辦公室、進修部辦公室、專業教室與輔導室等使用。
- 振聲堂(四樓)

1985年落成啟用，學生集會與體育活動使用，地下室為餐飲部門。

## 校友
參見振聲高級中學國中部校友。

## 外部連結
- （繁體中文）天主教振聲高級中學 （页面存档备份，存于） 官方网站
- （繁體中文）桃園縣高中高職網路博覽會-天主教振聲高級中學
- （繁體中文）振聲高中2012暑期ESL密集特訓課程 （页面存档备份，存于）
- （繁體中文）中天電視台採訪天主教振聲高級中學 （页面存档备份，存于）
- （繁體中文）天主教振聲高級中學附屬進修學校畢業晚會 （页面存档备份，存于）

## 参見
- 主保圣人：圣方濟·沙勿略

1. ↑   (PDF).   [2022-11-12]. （原始内容存档 (PDF)于2022-11-12）.
2. ↑   (PDF).[永久]